# Sund IF
Sund IF är en svensk fotbollsklubb från Sundsbruk i Sundsvalls kommun som bildades 14 december 1921. Hemmaplan är Malands IP. Klubben disponerar dessutom Flodbergs IP och träningsanläggningen Sundvallen. 
Säsongen 2019 spelar herrlaget i division 3 Mellersta Norrland tillsammans med fyra andra lag från Medelpad; Lucksta IF, Stöde IF, Svartviks IF och Östavalls IF.
Föreningen har en omfattande ungdomsverksamhet med pojk- och flicklag i olika åldersgrupper och man arrangerar årligen de populära inomhuscuperna Sundcupen (för pojklag) och McDonalds Cup (för flick-/damlag).

## Historik
Föreningen bildades 1921 av arbetare vid Skönviks sågverk och Sunds AB. Genom åren har föreningen hetat bl.a. Sköns IF, Skönviks IF och Skönvik-Sunds IF. Åtta år efter starten var det dags för det första namnbytet - Sund IF och Skönviks IF slogs samman och tog det "neutrala" namnet Sköns IF. Under många år hette föreningen allt annat än Sund IF, men 23 januari 1965 blev det Sund IF igen och det är det namnet som gäller än idag. Föreningen har under alla dessa år inte bara sysslat med fotboll, till exempel har även skidor, friidrott och orientering förekommit. 1973 startades även damfotboll i föreningen. Under ett antal år i början av 2000-talet kämpade damlaget i division 2 med ambition att ta sig upp i division ett och etablera sig som den ledande damföreningen i distriktet.
Under många år var Flodbergsudden föreningens idrottsplats. Innan den fanns tvingades man hyra hemmaplan av närliggande föreningar. I ett samarbete med Sunds AB kunde man under 30-talet påbörja vad som idag är Flodbergs IP. Detta utfördes som AK-arbete tillsammans med frivillig arbetskraft från medlemmar i föreningen. 1934 var Flodbergs IP klar, men den blev inte klar för spel förrän året efter. Idag utnyttjar föreningen Malands IP som matchplan för representationslagen. Flodbergs IP används främst som träningsplan och matchplan för ungdomslag.
Publikrekordet på Maland, 1 903 personer, sattes den 27 maj 2004 när Sund IF:s damer mötte Umeå IK i Svenska cupen. Klubben är ansluten till Medelpads Fotbollförbund.

## Spelare

### Spelartruppen
| Nr | Land    | Pos | Namn              |
| -- | ------- | --- | ----------------- |
| 1  | Sverige | MV  | Cristofer Högbom  |
| 2  | Finland | F   | Mika Lindroos     |
| 3  | Sverige | F   | Gustaf Lindgren   |
| 4  | England | MF  | Ben Slade         |
| 5  | Sverige | F   | Axel Sjöbom       |
| 7  | Sverige | MF  | Dana Kaki         |
| 8  | Sverige | MF  | Salah Gharib      |
| 9  | Sverige | A   | Bleart Ugzmajli   |
| 10 | Sverige | MF  | Ali Kanso Mahmoud |
| 12 | Sverige | F   | Marcus Pettersson |
| 13 | Sverige | MF  | Filip Caselius    |
| 14 | Sverige | MF  | Abbe Habte Eyes   |
| 16 | Sverige | MF  | Melker Norén      |

| Nr | Land    | Pos | Namn                    |
| -- | ------- | --- | ----------------------- |
| 17 | Sverige | A   | Badawi Mohamed          |
| 18 | Sverige | A   | Adis Sabotic            |
| 19 | Sverige | MF  | Bletuart Sallauka       |
| 20 | Sverige | A   | Jesper Norberg          |
| 21 | Sverige | MF  | Abbas Abdukadir Ibrahim |
| 22 | Sverige | MV  | Carl Forslund           |
| 23 | Sverige | MF  | Semir Salia             |
| 24 | Sverige | MF  | Samuel Taddesse         |
| 25 | Sverige | A   | Musa Angayeva           |
| 26 | Sverige | F   | Ahmed Tempo             |
| 30 | Sverige | MV  | Arako Bakir             |
| -  | Sverige | A   | Per Nyman               |

### Spelare som representerat Sund IF
- Linus Hallenius
- Gerhard Andersson
- Per Nyman
- Nicklas Bengtsson
- Angelica Forsell
- Adnan Sečerović
- Daniel Yngvesson
- Adrian "Cherry" Lindberg, Magiker i Sund på 2010 talet